# Предмостное
Предмо́стное (до 1948 года Тюп-Джанко́й; укр. Передмістне, крымскотат. Tüp Canköy, Тюп Джанкой) — село в Джанкойском районе Республики Крым, входит в состав Медведевского сельского поселения (согласно административно-территориальному делению Украины — Медведевского сельского совета Автономной Республики Крым).

## Население
| 2001 | 2014 |
| ---- | ---- |
| 405  | ↘378 |

Всеукраинская перепись 2001 года показала следующее распределение по носителям языка
| Язык             | Процент |
| ---------------- | ------- |
| русский          | 48.15   |
| украинский       | 30.37   |
| крымскотатарский | 17.53   |

### Динамика численности
| - 1805 год — 273 чел. - 1864 год — 22 чел. - 1892 год — 0 чел. - 1900 год — 75 чел. - 1915 год — 207/50 чел. - 1926 год — 347 чел. | - 1939 год — 412 чел. - 1989 год — 385 чел. - 2001 год — 405 чел. - 2009 год — 385 чел. - 2014 год — 378 чел. |

## Современное состояние
На 2017 год в Предмостном числится 6 улиц; на 2009 год, по данным сельсовета, село занимало площадь 101 гектар на которой, в 146 дворах, проживало 385 человек. В селе действуют дом культуры, библиотека, фельдшерско-акушерский пункт, село связано автобусным сообщением с райцентром и соседними населёнными пунктами.

## География
Предмостное — село на севере района, в степном Крыму, на вдающемся в Сиваш полуострове Тюп-Джанкой, последнее перед Чонгарским мостом, высота центра села над уровнем моря — 15 м. Ближайшие сёла: Медведевка и Тургенево — оба в 6,5 км на юго-запад. Расстояние до райцентра — около 35 километров (по шоссе), ближайшая железнодорожная станция — Солёное Озеро — примерно в 21 километре. Транспортное сообщение осуществляется по региональной автодороге 35Н-164 протяжённость 2,0 км от шоссе 35А-002 граница с Украиной — Симферополь — Алушта — Ялта (по украинской классификации — С-0-10440).

## История
Первое документальное упоминание села встречается в Камеральном Описании Крыма… 1784 года, судя по которому, в последний период Крымского ханства Еникой входил в Дип Чонгарский кадылык Карасубазарского каймаканства. После присоединения Крыма к России (8) 19 апреля 1783 года, (8) 19 февраля 1784 года, именным указом Екатерины II сенату, на территории бывшего Крымского Ханства была образована Таврическая область и деревня была приписана к Перекопскому уезду. После Павловских реформ, с 1796 по 1802 год, входила в Перекопский уезд Новороссийской губернии. По новому административному делению, после создания 8 (20) октября 1802 года Таврической губернии, Тюп-Джанкой был включён в состав Биюк-Тузакчинской волости Перекопского уезда.
По Ведомости о всех селениях в Перекопском уезде состоящих с показанием в которой волости сколько числом дворов и душ… от 21 октября 1805 года, в деревне Джанкой числилось 46 дворов, 266 крымских татар и 7 ясыров. На военно-топографической карте 1817 года деревня Чанкуй обозначена с 57 дворами. После реформы волостного деления 1829 года Джанкой, согласно «Ведомости о казённых волостях Таврической губернии 1829 года», остался в составе Тузакчинской волости. На карте 1836 года в деревне Тюп-Джанкой 59 дворов, как и на карте 1842 года.
В 1860-х годах, после земской реформы Александра II, деревню приписали к Байгончекской волости того же уезда.
В «Списке населённых мест Таврической губернии по сведениям 1864 года», составленном по результатам VIII ревизии 1864 года, Тюп-Джанкой (Янкой) — владельческая татарская деревня с 4 дворами и 22 жителями при колодцах. На трёхверстовой карте 1865—1876 года в Тюп-Джанкое отмечены 14 дворов. Согласно «Памятной книжке Таврической губернии за 1867 год», деревня Тюп-Джанкой была покинута жителями в 1860—1864 годах, в результате эмиграции крымских татар, особенно массовой после Крымской войны 1853—1856 годов, в Турцию и оставалась в развалинах и, даже в материалах ревизии 1887 года не значится.
После земской реформы 1890 года Тюп-Джанкой отнесли к Богемской волости. В «…Памятной книжке Таврической губернии на 1892 год» в сведениях о Богемской волости никаких данных о деревне, кроме названия Тюк-Джанкой, не приведено — так, обычно, записывались безземельные селения, по этой причине не входившие в сельское общество. По «…Памятной книжке Таврической губернии на 1900 год» в Тюп-Джанкое числилось 75 жителей в 11 дворах. На 1914 год в селении действовала земская школа. По Статистическому справочнику Таврической губернии. Ч.II-я. Статистический очерк, выпуск пятый Перекопский уезд, 1915 год, в деревне Тюп-Джанкой Богемской волости Перекопского уезда числился 31 двор (все дворы с землёй) с русским населением в количестве 207 человек приписных жителей и 50 «посторонних», из которых 119 мужчин и 138 женщин. Жители владели 2500 десятинами удобной земли. В хозяйствах имелось 253 лошади, 52 вола, 104 коровы и 400 голов мелкого скота.
После установления в Крыму Советской власти, по постановлению Крымревкома от 8 января 1921 года № 206 «Об изменении административных границ» была упразднена волостная система и в составе Джанкойского уезда был создан Джанкойский район. В 1922 году уезды преобразовали в округа. 11 октября 1923 года, согласно постановлению ВЦИК, в административное деление Крымской АССР были внесены изменения, в результате которых округа были ликвидированы, основной административной единицей стал Джанкойский район и село включили в его состав. Согласно Списку населённых пунктов Крымской АССР по Всесоюзной переписи 17 декабря 1926 года, в селе Тюп-Джанкой, Таганашского сельсовета Джанкойского района, числился 61 двор, из них 60 крестьянских, население составляло 347 человек, из них 318 русских, 12 украинцев, 5 немцев, 4 латыша, 8 записаны в графе «прочие», действовала русская школа. По данным всесоюзной переписи населения 1939 года в селе проживало 412 человек. На подробной карте РККА северного Крыма 1941 года в Тюп-Джанкое отмечено 62 двора
В 1944 году, после освобождения Крыма от фашистов, 12 августа 1944 года было принято постановление № ГОКО-6372с «О переселении колхозников в районы Крыма» и в сентябре 1944 года в район приехали первые новоселы (27 семей) из Каменец-Подольской и Киевской областей, а в начале 1950-х годов последовала вторая волна переселенцев из различных областей Украины. С 25 июня 1946 года Тюп-Джанкой в составе Крымской области РСФСР. Указом Президиума Верховного Совета РСФСР от 18 мая 1948 года, Тюп-Джанкой переименовали в Предмостное. 26 апреля 1954 года Крымская область была передана из состава РСФСР в состав УССР. С 1950 год село в составе колхоза имени Молотова, который в 1959 году был объединен с колхозами имени Фрунзе и «Крым» и получил название имени ХХІ съезда КПСС (который в 1970 году был разукрупнён). Время включения в Медведевский сельсовет пока не установлено: на 15 июня 1960 года село уже числилось в его составе. По данным переписи 1989 года в селе проживало 385 человек. С 12 февраля 1991 года село в восстановленной Крымской АССР, 26 февраля 1992 года переименованной в Автономную Республику Крым. С 21 марта 2014 года в составе Крыма аннексировано Россией.